# Сан Салваторе (Бриндизи)
Сан Салваторе (итал. San Salvatore) је насеље у Италији у округу Бриндизи, региону Апулија.
Према процени из 2011. у насељу је живело 266 становника. Насеље се налази на надморској висини од 333 м.